# Crawley
Crawley er en by og kommune i det sydlige England, med et indbyggertal (pr. 2001) på cirka 100.000. Byen ligger i grevskabet West Sussex i regionen South East England, 45 kilometer syd for landets hovedstad London. London Gatwick Airport, en af Londons internationale lufthavne, er placeret i Crawley
Crawley er fødeby for blandt andet den tidligere engelske fodboldlandsholdsspiller og nuværende manager Gareth Southgate.
51°7′N 0°11′V / 51.117°N 0.183°V
- Wikimedia Commons har flere filer relateret til Crawley